# 吉水千鶴子
吉水 千鶴子（よしみず ちづこ、1959年 - ）は、日本の仏教学者。筑波大学人文社会系教授。日本学術会議会員。日本印度学仏教学会賞受賞。

## 人物・経歴
1981年学習院大学文学部哲学科卒業。1983年東京大学大学院人文科学研究科インド哲学・インド文学専攻修了。1994年ウィーン大学大学院人文科学研究科チベット学・佛教学専攻修了、哲学博士（Doktor der Philosophie）。2000年日本印度学仏教学会賞受賞。2001年ローザンヌ大学文学部東洋語東洋文化部門エリーザベト・ドゥ・ビュール基金招聘研究員。2003年筑波大学現代語・現代文化学系講師。2008年筑波大学人文社会科学研究科哲学・思想専攻准教授。2011年筑波大学人文社会系教授。2014年日本学術会議連携会員。2019年東洋文庫研究員、仏教伝道協会評議員。2020年日本宗教研究諸学会連合副委員長、日本印度学仏教学会常務委員 、日本学術会議会員。

## 著書
- "Defining and Redefining Svalaksana: Dharmakirti's Concept and its Tibetan Modification" Motilal Banarsidass 2004年
- "Causal efficacy and spatiotemporal restriction: An analytical study of the Sautrāntika philosophy" Arbeitskreis für Tibetische und Buddhistische Studien 2007年
- 『扉をひらく哲学 : 人生の鍵は古典のなかにある』（中島隆博, 梶原三恵子, 納富信留と共編著）岩波書店 2023年